# فوكس8
FOX8 هي قناة كيبل أسترالية وأيضاً قناة فضائية متاحة على Foxtel  وAustar وأيضاً على شبكة البرامج المشفرة Optus، وهي القناة الأكثر مشاهدة في أستراليا.